# 3764 Holmesacourt
3764 Holmesacourt eller 1980 TL15 är en asteroid i huvudbältet som upptäcktes den 10 oktober 1980 av Perth-observatoriet. Den är uppkallad efter australiensaren Robert Holmes a Court.
Asteroiden har en diameter på ungefär 5 kilometer och den tillhör asteroidgruppen Flora.